# 北山川
北山川（きたやまがわ）は、奈良県南部を流れる新宮川（熊野川）水系の支流。一級河川。大台ヶ原から奈良県・三重県内や和歌山県の飛地である北山村を抜け、和歌山県新宮市（熊野川町）で熊野川に合流し熊野灘に注ぐ。

## 地理
日本有数の多雨地帯である大台ヶ原を源流域とし、上流部は吉野熊野国立公園の一部となっている。豪雨と急流により削られた深い渓谷が続く渓谷は瀞峡と呼ばれ、下流部の瀞八丁は国の特別名勝および天然記念物である。この渓谷は、隆起準平原である大台ヶ原周辺から流れを発した川が、多雨と水成岩の脆弱な地質によって、台地を侵食し形成されたもので、急峻な屏風状の断崖をなしている。険しい地形のため、河畔の人口は乏しく、原生の常緑広葉樹林が残る箇所も残されている。
上流部では林業がかつては盛んであったが、急峻な地形に阻まれて、伐採された木々を陸路で搬出することは不可能であった。そのため案出されたのが、伐採された木材で筏を組んで下流まで流していく筏流しである。筏流しによって下流に流された木材は、本流の筏流しと合流し、河口の新宮市において集積・出荷された。
上流のダム建設に伴う水量の減少と林業自体の斜陽のため、1964年（昭和39年）3月、筏流しはひとたびは途絶したが、15年後の、1979年（昭和54年）、観光用に復活され、北山村の観光名物となっている。

### 流域の自治体
奈良県吉野郡上北山村、同郡下北山村、三重県熊野市、和歌山県東牟婁郡北山村、奈良県吉野郡十津川村、和歌山県新宮市

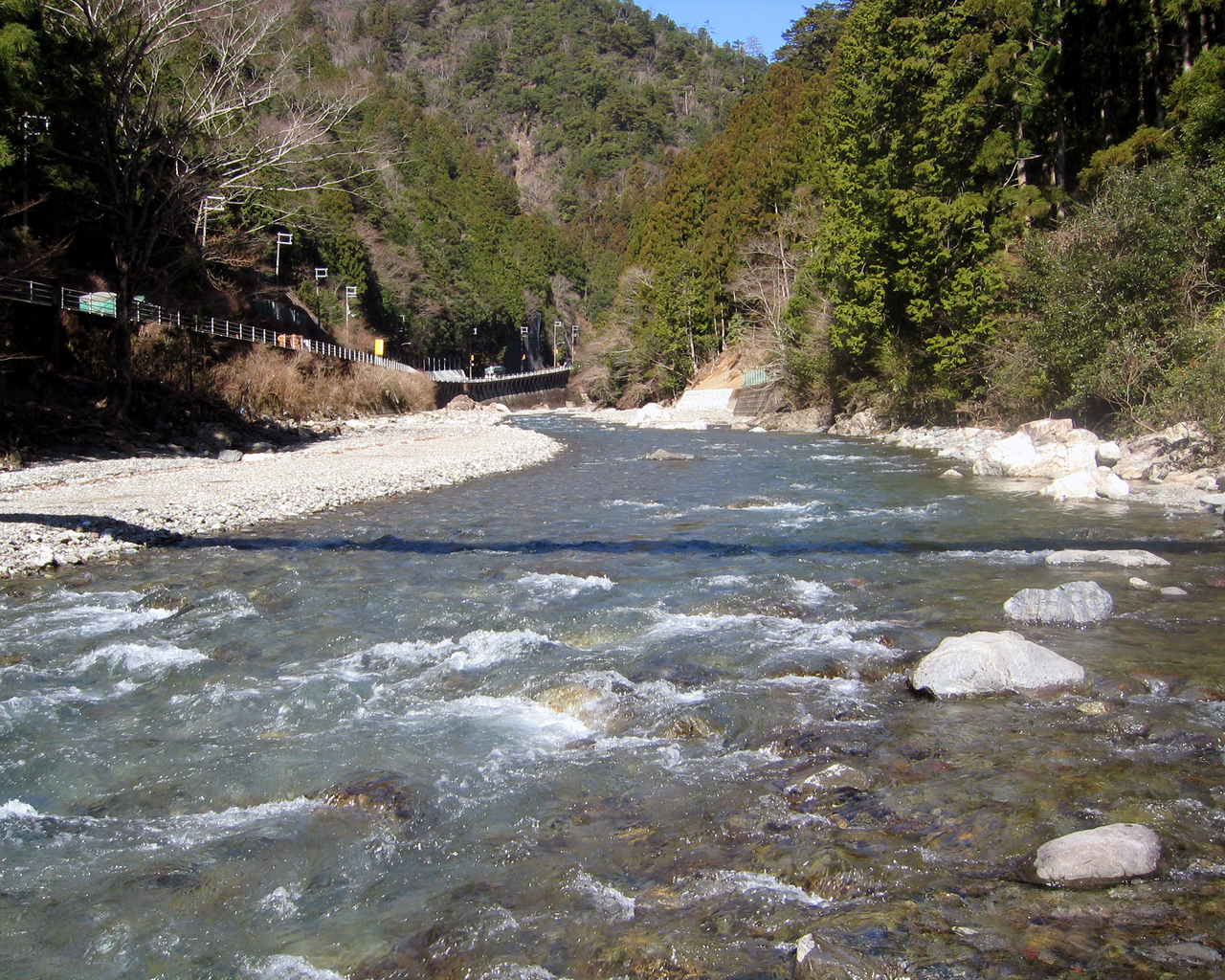
上流部分 奈良県上北山村
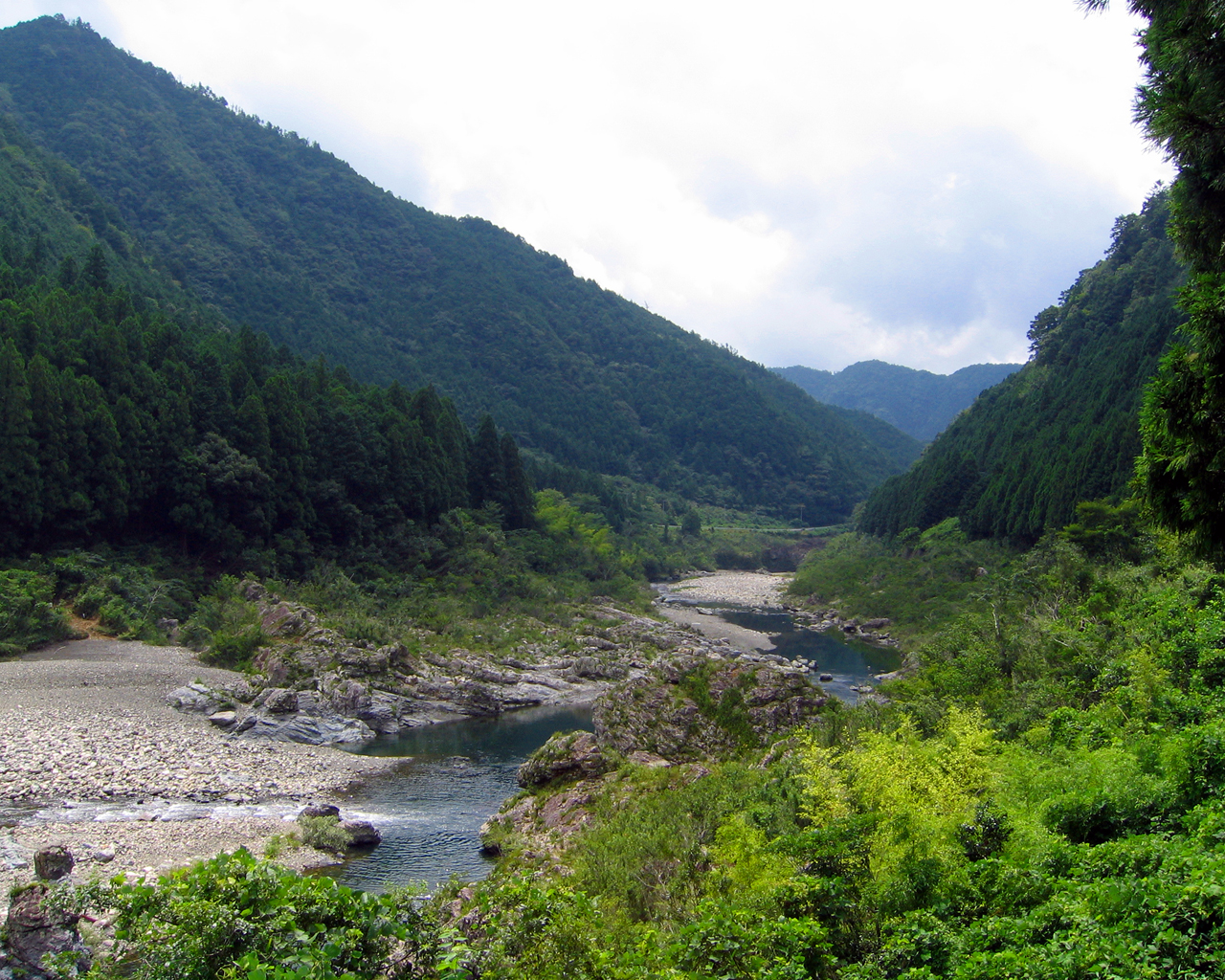
中流部分 和歌山県北山村
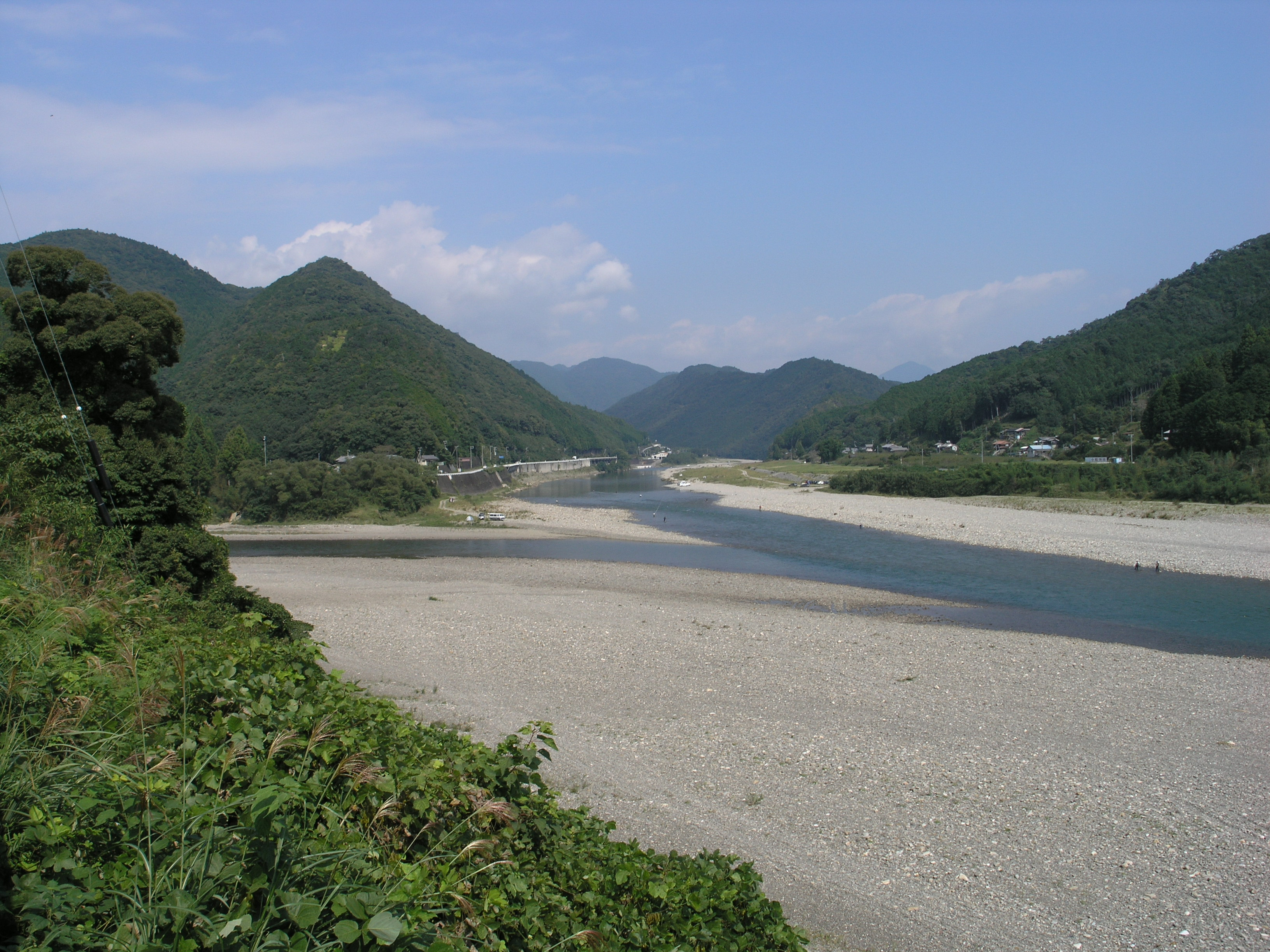
熊野川との合流地点。奥が北山川（新宮市・熊野市）
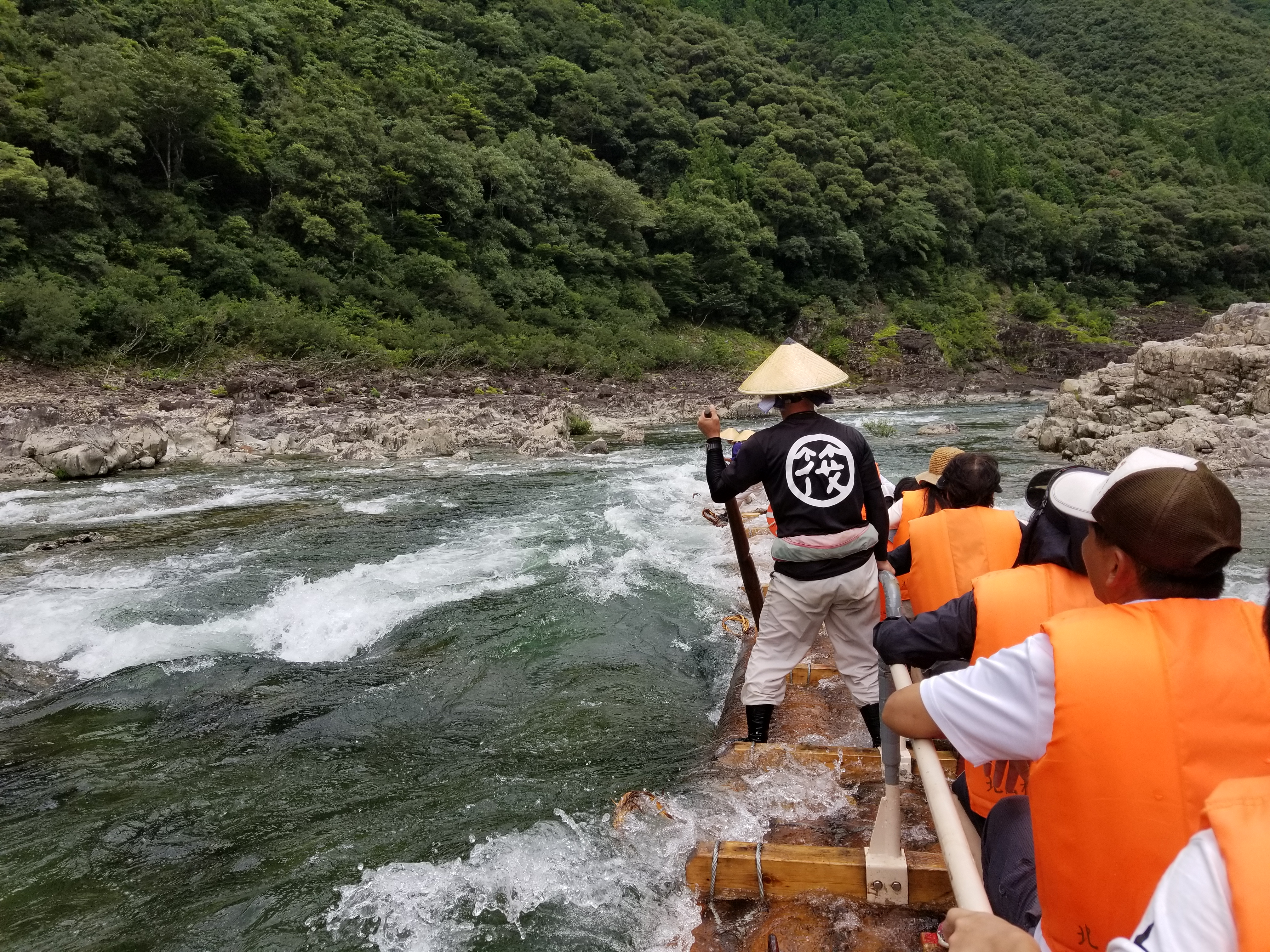
北山川観光筏下り